# ألف اختراع واختراع

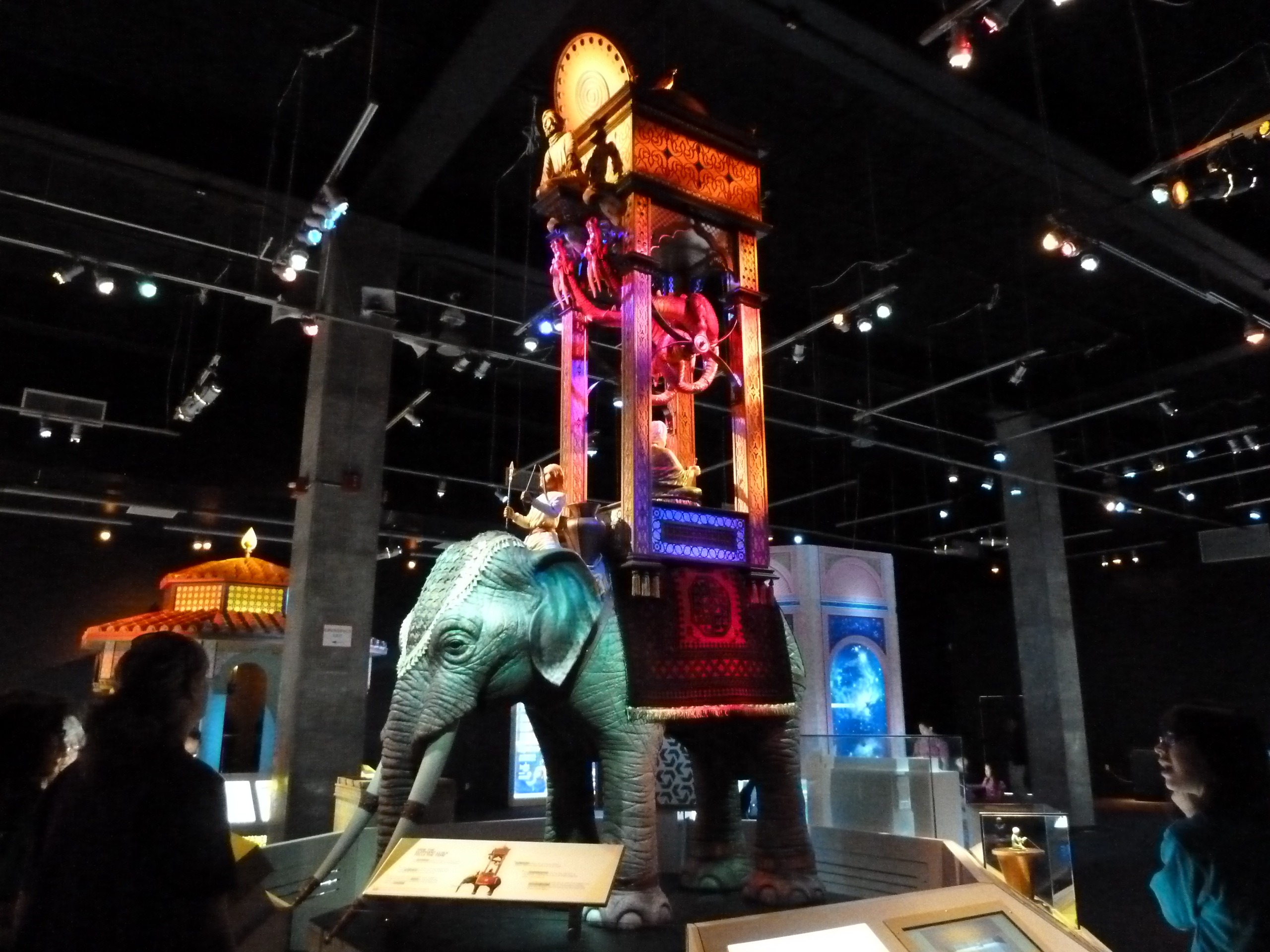
نسخة طبق الأصل من ساعة الفيل في معرض ألف اختراع واختراع.

ألف اختراع واختراع مبادرة تعليمية عالمية تهدف إلى التعريف بالمنجزات العلمية والثقافية التي حققتها الحضارة الإسلامية في العصور الوسطى. وقد قدمت معرضاً عالمياً متجولاً، انطلق في متحف العلوم في لندن (مدينة) في شهر كانون الثاني 2010.
وقد تم إنجاز هذا المعرض الجديد الجذاب بالمشاركة مع مؤسسة عبد اللطيف جميل أحد برامج عبد اللطيف جميل لخدمة المجتمع. واستطاع المعرض أن يجتذب أكثر من عشرة آلاف زائر في الأسبوع إلى مركزه في أشهر متحف علمي في أوروبا، ليقدم إلى مجموعات متباينة من المشاهدين حقيقة أساسية، وهي أن التراث الإسلامي يتبوأ مركزاً عالياً في موروث البشرية العلمي والثقافي.
كانت مؤسسة العلوم والتكنولوجيا والحضارة هي التي أنشأت المعرض، بدعم مادي من الحكومة البريطانية. وقد تعاونت المؤسسة مع عدد من أشهر الأساتذة الجامعيين في العالم لإنتاج معروضات تعليمية مثيرة ومعارض ديناميكية تفاعلية لجمهور عالمي.

## رسالة المعرض
يتضمن المعرض ثلاث محاور رئيسية :
- التعليم: كان للمكتشفات التي حققها رجال ونساء من مختلف العقائد والأديان، يعملون في ظل الحضارة الإسلامية، بين القرن السابع والقرن السابع عشر أثر ضخم لكنه خفيّ، في عالم اليوم إذ كانت تلك هي الفترة التي أعطت الإنسانية أول رحلة جوية، وحققت منجزات هندسية ضخمة، وطورت العمل الآلي، ووضعت أساس الرياضيات الحديثة، والكيمياء والفيزياء.
- المتعة والشوق: يضم المعرض معروضات تفاعلية يجربها الزوار وألعابا، ونماذج مستحدثة لمنجزات هندسية رائعة، وأفلاما تنقل المشاهدين في رحلة سحرية شيقة عبر الزمن لاستكشاف بعض الجذور العلمية والثقافية للحضارة الحديثة.
- التمكين: يقدم المعرض صورة حقيقية دقيقة لما أحدثته الحضارة الإسلامية من أثر في تشكيل الصورة الحديثة لحياتنا، فإنه يبرز التراث المشترك للعديد من الثقافات المتباينة في العالم.

## خطة المعرض للمستقبل
ابتدأ معرض ألف اختراع واختراع، رحلة حول العالم تستمر خمس سنوات.

## فيلم 1001 الاختراعات ومكتبة الأسرار المصاحب للمعرض
الجواب يبدأ بتعريف الزوار بالحضارة الإسلامية بمشاهدة فيلم تسجيلي بعنوان «ألف اختراع واختراع ومكتبة الأسرار». وقد أعدّ الفيلم خصيصا للمعرض، ويستغرق 13 دقيقة، يتبع أسلوب القصة القصيرة.

## الأجنحة التي يتكون منها المعرض
امتاز المعرض بأقسامه السبعة(البيت، والمدرسة، والأسواق، والمستشفى، والمدينة، والعالم، والكون) التي تعرض نماذج حديثة لبعض المخترعات المذهلة التي تعود إلى العصور الوسطى، وبذلك يكشف عن مدى اتساع تأثير الحضارة الإسلامية في حياتنا الحديثة.

أهم معروضات جناح المنزل في المعرض نموذج حديث لساعة الفيل التي صنعها الجزري، المهندس الشهير. أما المعروضات التي تنتشر من حول الساعة فتدعو الزوار إلى اكتشاف أن الأدوات التي يستخدمونها كل يوم في منازلهم ترجع في أصولها إلى ما كان سائدا في أدوات ووسائل المتعة والراحة في بغداد أو في إسبانيا المسلمة. إذ يتبين الزائر مثلا أصول آلة التصوير، والموسيقى الحديثة، وكيفية شرب القهوة، وكيف كان أسلافنا يستخدمون كل ذلك. 

كما يدين الطب الحديث بالكثير للأطباء القدامى من ذوي البصيرة والفكر، أمثال ابن سينا والزهراوي. وقد سمي جناح المستشفى في المعرض باسم موروث آخر من الحضارة الإسلامية، ألا وهو المستشفى نفسه، وتوصلت الحضارة الإسلامية إلى فهم أدق لتشريح جسم الإنسان.

وكان العلماء في العالم الإسلامي في العصور الوسطى يتقبلون مبدأ كروية الأرض، حتى إنهم قاسوا حجم كوكب الأرض، ومسارها في دورانها حول الشمس، وتوصلوا إلى قياسات قريبة من قياساتنا المعروفة اليوم. أما جناح المدينة فهو يفتح أمام أعيننا كيف استطاعت الحضارة الإسلامية إحداث تطورات واسعة في الهندسة المدنية، وفي جناح السوق نكتشف أن الحضارة الإسلامية لم تكتف بوضع قواعد صارمة يلتزم بها التجار والباعة، وتشجيع انطلاق ثورة جديدة في عالم الزراعة، أما في جناح الكون فنتعرّف على أول رحلة جوية قام بها الإنسان، إذ انطلقت هذه الرحلة في الأندلس قبل طيران الأخوين رايت بأكثر من ألف سنة. وفي تلك الآونة كان الفلكيون في أرجاء العالم الإسلامي يستخدمون أجهزة وآلات دقيقة وحسابات معقدة لفك ألغاز الكون الفسيح.

## التطلعات الدولية للمعرض
يفتح معرض ألف اختراع واختراع ذراعيه لجمهور عالمي بلغات مختلفة ويخاطب كل الأجيال. وفي هذه الاستراتيجية نستخدم المعارض المتجولة، والكتب، ومنتجات تستعمل في الفصول المدرسية، ووسائل رقمية واجتماعية، في إطار حملة تسويقية متكاملة.

## الاكتشافات والاختراعات
منتجعات المياة المعدنية، نافورة الأسود، طواحين الهواء العمودية، كتاب الماء، البلاط المزخرف، اكتشاف مجرة أندروميدا، السدسيات والربعيات الضخمة، أسطرلاب، انقسام الضوء، خريطة أمريكا، طيران الانسان، القباب، الجامعات، الاوتار، ادوات الجراحة، معالجة الكسور، الدورة الدموية الصغرى والكبرى، مضخة الماء، النواعير، علم الجبر، علم المثلثات، القمرة،

## ختامية
معرض هو فكرة نموذجية تم إعداده ليكون ملخصاً وموجزاً لما هو موجود في كتاب 1001 اختراع واختراع ،كما أن المعرض يسهم في إعادة الدور الهام للشباب والشابات في العالم الإسلامي.

## روابط خارجية
- الموقع الرسمي لألف اختراع واختراع.
- فيلم الف اختراع واختراع الرسمي على يوتيوب